# Tvarožecké lúky
Tvarožecké lúky este o arie protejată (arie specială de conservare — SAC, sit de importanță comunitară — SCI) din Slovacia întinsă pe o suprafață de 76,12 ha, integral pe uscat.

## Localizare
Centrul sitului Tvarožecké lúky este situat la coordonatele 49°22′39″N 21°10′41″E / 49.377546°N 21.178136°E.

## Înființare
Situl Tvarožecké lúky a fost declarat sit de importanță comunitară în septembrie 2017 pentru a proteja un număr necunoscut de specii din flora spontană și fauna sălbatică aflate în arealul zonei. Situl a fost protejat și ca arie specială de conservare în octombrie 2017.

## Biodiversitate
Situată în ecoregiunea alpină, aria protejată conține 1 habitat natural: Fânețe de joasă altitudine (Alopecurus pratensis, Sanguisorba officinalis).
La baza desemnării sitului se află un număr nedeclarat de specii protejate.